# Ardala landskommun
Ardala landskommun var en tidigare kommun i dåvarande Skaraborgs län.

## Administrativ historik
Kommunen bildades vid kommunreformen 1952 genom sammanläggning av de tidigare kommunerna Händene landskommun, Härlunda landskommun, Marums landskommun, Skallmeja landskommun, Synnerby landskommun, Vinköls landskommun och Västra Gerums landskommun. Den fick sitt namn efter stationssamhället Ardala.
Den ägde bestånd fram till och med utgången av 1970, varefter dess område gick upp i Skara kommun.
Kommunkoden var 1616.

### Kyrklig tillhörighet
I kyrkligt hänseende tillhörde kommunen församlingarna Händene, Härlunda, Marum, Skallmeja, Synnerby, Vinköl och Västra Gerum.

## Geografi
Ardala landskommun omfattade den 1 januari 1952 en areal av 169,62 km², varav 168,65 km² land.

### Tätorter i kommunen 1960
I Ardala landskommun fanns den 1 november 1960 ingen tätort. Tätortsgraden i kommunen var då alltså 0,0 procent.

## Politik

### Mandatfördelning i valen 1950–66
| 10 | 15 | 5 | 5 |

| 35 |

| 9 | 14 | 5 | 7 |

| 35 |

| 8 | 17 | 3 | 7 |

| 34 |

| 8 | 16 | 4 | 7 |

| 32 |

| 7 | 17 | 3 | 8 |

| 30 | 5 |